# Дескати
Дескати (на гръцки: Δεσκάτη) е малък град в Република Гърция, център на едноименния дем Дескати на област Западна Македония.

## География
Дескати е разположен на границата между Македония и Тесалия. Географски спада към Тесалия, тъй като принадлежи към басейна на тесалийските реки Титарисос и Пеней, но административно е част от Западна Македония. Намира се на около 80 km югоизточно от град Гревена и на 32 km западно от Еласона.

## История

### Етимология
Името на селището произлиза от арумънската дума disicari – разделям, разкъсвам. 

### В Османската империя
През късното средновековие се състои от различни махали-селища, които постепенно се обединяват под общото име Дискати.
От 1393 до 1423 година районът на селището постепенно е покорен от османците.
След присъединяването през 1881 година на Тесалия към Кралство Гърция Дескати остава под властта на Османската империя в рамките на Еласонската каза. От 1882 до 1896 година е център на Дескатската епархия.
Според гръцка атинска статистика от 1910 година в Дискати (Δισκάτη) живеят 3113 православни гърци.

### В Гърция
През Балканската война в 1912 година в селото влизат гръцки части и след Междусъюзническата в 1913 година Дескати влиза в състава на Кралство Гърция.
Големият празник на селището се провежда на ежегодно на Светли Петък (първият петък след Великден). На 21 май тържествено се отбелязва храмовият празник на църквата „Св. св. Константин и Елена“.
| Година    | 1913 | 1920 | 1928 | 1940 | 1951 | 1961 | 1971 | 1981 | 1991 | 2001 | 2011 | 2021 |
| --------- | ---- | ---- | ---- | ---- | ---- | ---- | ---- | ---- | ---- | ---- | ---- | ---- |
| Население | 3298 | 3070 | 3417 | 4044 | 3738 | 4714 | 4146 | 4250 | 4483 | 4028 | 3508 | 3123 |

## Личности
Родени в Дескати
- Константинос Зангавос (Κωνσταντίνος Ζαγκαβός), гръцки андартски деец, четник при Василиос Папас (Врондас) и Филолаос Пихеон (Лаврас)[8]
- Константинос Спанос (р. 1943), гръцки журналист
- Никос Цукас (р. 1935), гръцки актьор
- Христос Бравос (1948 – 1987), гръцки поет
- Христос Бялас (р. 1964), гръцки политик